# Cechetra lineosa
Cechetra lineosa is een vlinder uit de familie van de pijlstaarten (Sphingidae). De wetenschappelijke naam van de soort werd in 1856 gepubliceerd door Walker als Chaerocampa lineosa.